# Calvin Coolidge
John Calvin Coolidge, Jr. (4 tháng 7 năm 1872 – 5 tháng 1 năm 1933), thường gọi là Calvin Coolidge, là một chính trị gia, luật sư, và là Tổng thống thứ 30 của Hoa Kỳ tại nhiệm từ năm 1923 đến năm 1929.
Coolidge sinh tại bang Vermont. Tuy nhiên, khi lớn lên, ông lại đến vùng New England để hành nghề luật và trở thành một thành viên Đảng Cộng hòa tại nơi đây. Ông dần dần leo lên nấc thang chính trị tại Massachusetts, và cuối cùng trở thành Thống đốc bang Massachusetts. Khi cuộc đình công của cảnh sát Boston diễn ra năm 1919, cách giải quyết của Coolidge đã khiến ông trở thành tâm điểm quốc gia lúc bấy giờ, và điều đó mang lại cho ông danh tiếng với hình tượng một người đàn ông hành động đầy quả quyết. Một năm sau, ông được bầu làm Phó Tổng thống Hoa Kỳ, và sự ra đi đột ngột của Tổng thống lúc bấy giờ, Warren G. Harding, vào năm 1923 đã đẩy Coolidge lên kế nhiệm chức vụ Tổng thống.
Sau khi giành thắng lợi ở cuộc bầu cử Tổng thống năm 1924, tại Nhà trắng, Coolidge nổi tiếng là một người ủng hộ một chính phủ bảo thủ và ít can thiệp sâu vào các hoạt động trong xã hội. Đồng thời, Coolidge cũng là một người đàn ông khá ít nói và khô khan, nên ông còn có biệt hiệu là "Cal im lặng". Trong nhiệm kỳ của mình, ông đã giúp khôi phục niềm tin của công chúng vào Nhà Trắng sau những vụ bê bối của chính quyền tiền nhiệm. Sau khi hết nhiệm kỳ 4 năm, ông rời Nhà trắng với một sự nổi tiếng to lớn.
Các học giả đã xếp hạng Coolidge ở nửa dưới trong xếp hạng các vị Tổng thống trong lịch sử. Ông được ca ngợi bởi những người ủng hộ việc chính phủ ít can thiệp vào các vẫn đề xã hội và chủ trương kinh tế laissez-faire. Mặc khác, những người ủng hộ việc chính phủ can thiệp sâu vào các vấn đề xã hội thì không mấy ưa chuộng ông. Tuy vậy, hầu hết mọi người đều ca ngợi Coolidge vì sự ủng hộ mạnh mẽ của ông trong các vấn đề bình đẳng chủng tộc.

## Thuở thiếu thời
John Calvin Coolidge Jr. sinh ngày 4 tháng 7 năm 1872, tại Plymouth Notch, Vermont, tổng thống Hoa Kỳ duy nhất sinh vào Ngày Độc lập.  Ông là anh cả của hai người con của John Calvin Coolidge Sr. (1845–1926) và Victoria Josephine Moor (1846–1885). Mặc dù được đặt tên cho cha mình, John, Coolidge từ thời thơ ấu đã được gọi bằng tên đệm của ông, Calvin. Tên đệm của ông đã được chọn để vinh danh John Calvin, được coi là người sáng lập nhà thờ Congregational nơi Coolidge lớn lên và vẫn hoạt động trong suốt cuộc đời của ông.
Coolidge Sr. tham gia vào nhiều ngành nghề và phát triển danh tiếng trên toàn tiểu bang với tư cách là một nông dân, thủ kho và công chức thịnh vượng. Ông nắm giữ nhiều chức vụ địa phương khác nhau, bao gồm công lý hòa bình, người thu thuế và phục vụ tại cả hai viện của Đại hội đồng Vermont  Khi Coolidge được 12 tuổi, người mẹ bị bệnh mãn tính của ông qua đời ở tuổi 39, có lẽ vì bệnh lao. Em gái của ông, Abigail Grace Coolidge (1875–1890), qua đời ở tuổi 15, có thể là do viêm ruột thừa, khi Coolidge mới 18 tuổi. Cha của Coolidge kết hôn với một giáo viên trường Plymouth vào năm 1891, và sống đến 80 tuổi. 

## Sự nghiệp ban đầu và hôn nhân

### Giáo dục và hành nghề luật

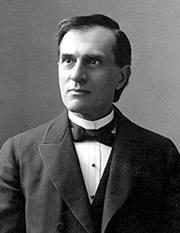
Giáo sư Charles Edward Garman

Coolidge đã theo học Học viện Black River và sau đó là Học viện St. Johnsbury trước khi đăng ký học tại Amherst College, nơi anh ấy nổi bật trong lớp tranh luận. Khi còn là học sinh cuối cấp, anh ấy gia nhập hội huynh đệ Phi Gamma Delta và tốt nghiệp cum laude. Khi ở Amherst, Coolidge bị ảnh hưởng sâu sắc bởi giáo sư triết học Charles Edward Garman, một nhà thần bí Giáo đoàn, người có triết lý tân Hegelian.
Theo sự thúc giục của cha sau khi tốt nghiệp, Coolidge chuyển đến Northampton, Massachusetts để trở thành luật sư. Coolidge tuân theo thông lệ chung là học việc với một công ty luật địa phương, Hammond & Field, và đọc luật với họ. John C. Hammond và Henry P. Field, cả hai đều tốt nghiệp Amherst, đã giới thiệu Coolidge hành nghề luật tại quận lỵ của Hampshire County, Massachusetts. Năm 1897, Coolidge được nhận vào quán luật sư Massachusetts, trở thành luật sư quốc gia. Với số tiền tiết kiệm được và một khoản thừa kế nhỏ từ ông nội, Coolidge đã mở văn phòng luật riêng của mình ở Northampton vào năm 1898. Ông hành nghề luật thương mại, tin rằng mình sẽ phục vụ khách hàng tốt nhất bằng cách tránh xa tòa án. Khi danh tiếng của ông như một luật sư chăm chỉ và siêng năng ngày càng tăng, các ngân hàng địa phương và các doanh nghiệp khác bắt đầu giữ lại dịch vụ của ông.

### Hôn nhân và gia đình

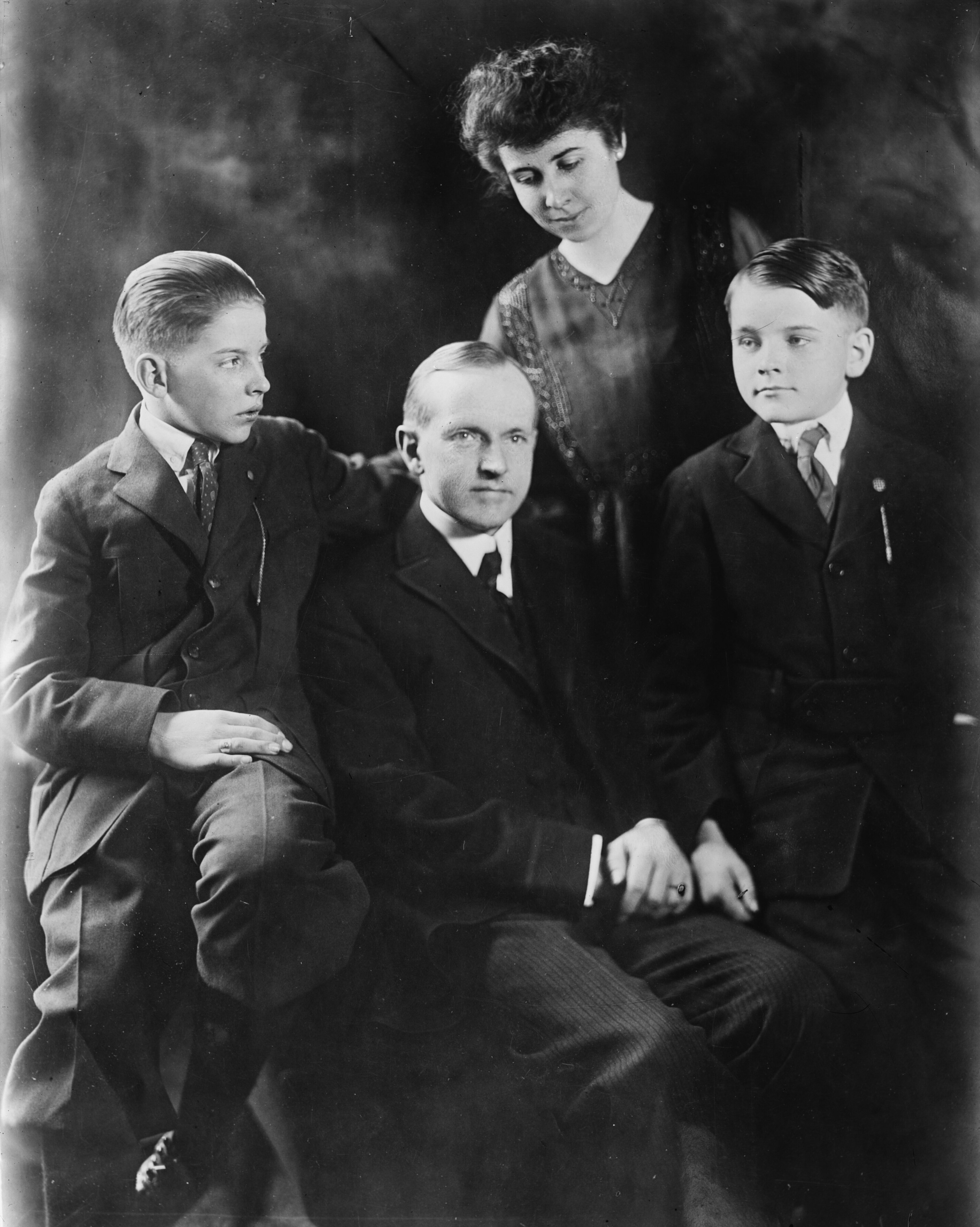
Coolidge cùng gia đình, k. 1915

Năm 1903, Coolidge gặp Grace Goodhue, một sinh viên tốt nghiệp của Đại học Vermont và là giáo viên tại Trường dành cho người khiếm thính Clark của Northampton. Họ kết hôn vào ngày 4 tháng 10 năm 1905, lúc 2:30 chiều. trong một buổi lễ nhỏ diễn ra trong phòng khách của nhà Grace, sau khi vượt qua được sự phản đối của mẹ cô về cuộc hôn nhân. Cặp đôi mới cưới đã đi du lịch tuần trăng mật tới Montreal, ban đầu dự kiến diễn ra trong hai tuần nhưng bị cắt ngắn đi một tuần theo yêu cầu của Coolidge. Sau 25 năm, ông viết về Grace, "trong gần một phần tư thế kỷ, cô ấy đã chịu đựng những bệnh tật của tôi và tôi rất vui mừng trước những ân sủng của cô ấy".
Coolidges có hai con trai: John (1906–2000) và Calvin Jr. (1908–1924). Vào ngày 30 tháng 6 năm 1924, Calvin Jr. đã chơi quần vợt với anh trai mình trên sân quần vợt của Nhà Trắng mà không đi tất và phát triển một vết phồng rộp trên một ngón chân của mình. Vết phồng rộp sau đó thoái hóa thành nhiễm trùng huyết. Calvin Jr. qua đời hơn một tuần sau đó ở tuổi 16. The President never forgave himself for Calvin Jr's death. Con trai cả của ông, John, nói rằng điều đó "làm tổn thương [Coolidge] một cách khủng khiếp", và người viết tiểu sử tâm thần Robert E. Gilbert, tác giả cuốn  The Tormented President: Calvin Coolidge, Death, and Lâm sàng Trầm cảm , nói rằng Coolidge "không còn giữ chức vụ Tổng thống nữa". sau cái chết của đứa con trai mười sáu tuổi của mình". Gilbert giải thích trong cuốn sách của mình cách Coolidge thể hiện tất cả mười triệu chứng được Hiệp hội Tâm thần Hoa Kỳ liệt kê như bằng chứng của rối loạn trầm cảm nặng sau cái chết đột ngột của Calvin Jr. John sau đó trở thành giám đốc điều hành đường sắt, giúp thành lập Quỹ Coolidge và là người có công trong việc tạo ra Địa điểm Lịch sử Bang Tổng thống Calvin Coolidge.
Coolidge là người sống tiết kiệm, và khi muốn có được một ngôi nhà, anh ta nhất quyết đòi thuê nhà. Ông và vợ đã tham dự Nhà thờ Edwards Congregational của Northampton trước và sau nhiệm kỳ tổng thống của ông.

## Cơ quan chính trị địa phương (1898−1915)

### Văn phòng thành phố
Đảng Cộng hòa đang thống trị ở New England vào thời điểm đó, và Coolidge đã noi gương Hammond và Field bằng cách trở nên tích cực trong chính trị địa phương. Năm 1896, Coolidge vận động cho ứng cử viên tổng thống của Đảng Cộng hòa William McKinley và được chọn làm thành viên Ủy ban Thành phố của Đảng Cộng hòa vào năm sau. Năm 1898, ông giành chiến thắng trong cuộc bầu cử vào Hội đồng thành phố của Northampton, đứng thứ hai trong một phường nơi ba ứng cử viên hàng đầu được bầu chọn. The vị trí này không trả lương nhưng mang lại cho Coolidge kinh nghiệm chính trị quý giá. Năm 1899, ông được Hội đồng Thành phố chọn làm Luật sư Thành phố. Ông được bầu với nhiệm kỳ một năm vào năm 1900 và tái đắc cử vào năm 1901. Vị trí này giúp Coolidge có thêm kinh nghiệm làm luật sư và được trả mức lương 600 đô la (tương đương $21.106 năm 2022). Năm 1902, hội đồng thành phố đã chọn một đảng viên Đảng Dân chủ làm luật sư thành phố và Coolidge quay trở lại hành nghề tư nhân. Tuy nhiên, ngay sau đó, thư ký tòa án của quận qua đời và Coolidge được chọn để thay thế anh ta. Vị trí này được trả lương cao, nhưng nó ngăn cản ông hành nghề luật, vì vậy ông chỉ làm việc này trong một năm. Năm 1904, Coolidge chịu thất bại duy nhất tại thùng phiếu, thua cuộc bầu cử trước Northampton hội đồng nhà trường. Khi được biết rằng một số hàng xóm đã bỏ phiếu chống lại anh ta vì anh ta không có con cái trong những trường học mà anh ta sẽ quản lý, Coolidge mới kết hôn đã trả lời: "Có thể cho tôi thời gian!"

### Nhà lập pháp và thị trưởng bang Massachusetts

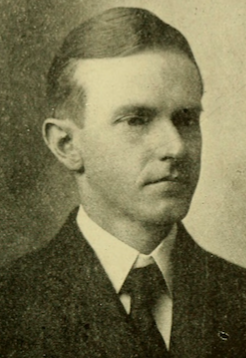
Coolidge với tư cách là hạ nghị sĩ của bang vào năm 1908

Năm 1906, ủy ban Đảng Cộng hòa địa phương đã đề cử Coolidge vào cuộc bầu cử vào Hạ viện Massachusetts. Ông đã giành chiến thắng sít sao trước Đảng Dân chủ đương nhiệm và báo cáo với Boston trong phiên họp năm 1907 của Tòa án chung Massachusetts. Trong nhiệm kỳ sinh viên năm nhất của mình, Coolidge phục vụ trong các ủy ban nhỏ và, mặc dù ông thường bỏ phiếu cùng đảng, được biết đến với tư cách là Đảng Cộng hòa Cấp tiến, bỏ phiếu ủng hộ các biện pháp như quyền bầu cử của phụ nữ và bầu cử trực tiếp Thượng nghị sĩ. Khi ở Boston, Coolidge trở thành đồng minh và sau đó là một tướng lĩnh của Thượng nghị sĩ Hoa Kỳ lúc bấy giờ Winthrop Murray Crane, người kiểm soát phe phía Tây của Đảng Cộng hòa Massachusetts; Đối thủ cùng đảng của Crane ở phía đông khối thịnh vượng chung là Thượng nghị sĩ Hoa Kỳ Henry Cabot Lodge. Coolidge đã tạo dựng một liên minh chiến lược quan trọng khác với Guy Currier, người đã phục vụ ở cả hai viện tiểu bang và có sự khác biệt trong xã hội, sự giàu có, sự quyến rũ cá nhân và mối quan hệ bạn bè rộng rãi mà Coolidge thiếu, và điều này sẽ có tác động lâu dài đến sự nghiệp chính trị của ông. Năm 1907, ông được bầu vào nhiệm kỳ thứ hai, và trong phiên họp năm 1908, Coolidge tỏ ra thẳng thắn hơn, mặc dù không ở vị trí lãnh đạo.

## Phó Thống đốc và Thống đốc bang Massachusetts (1916−1921)

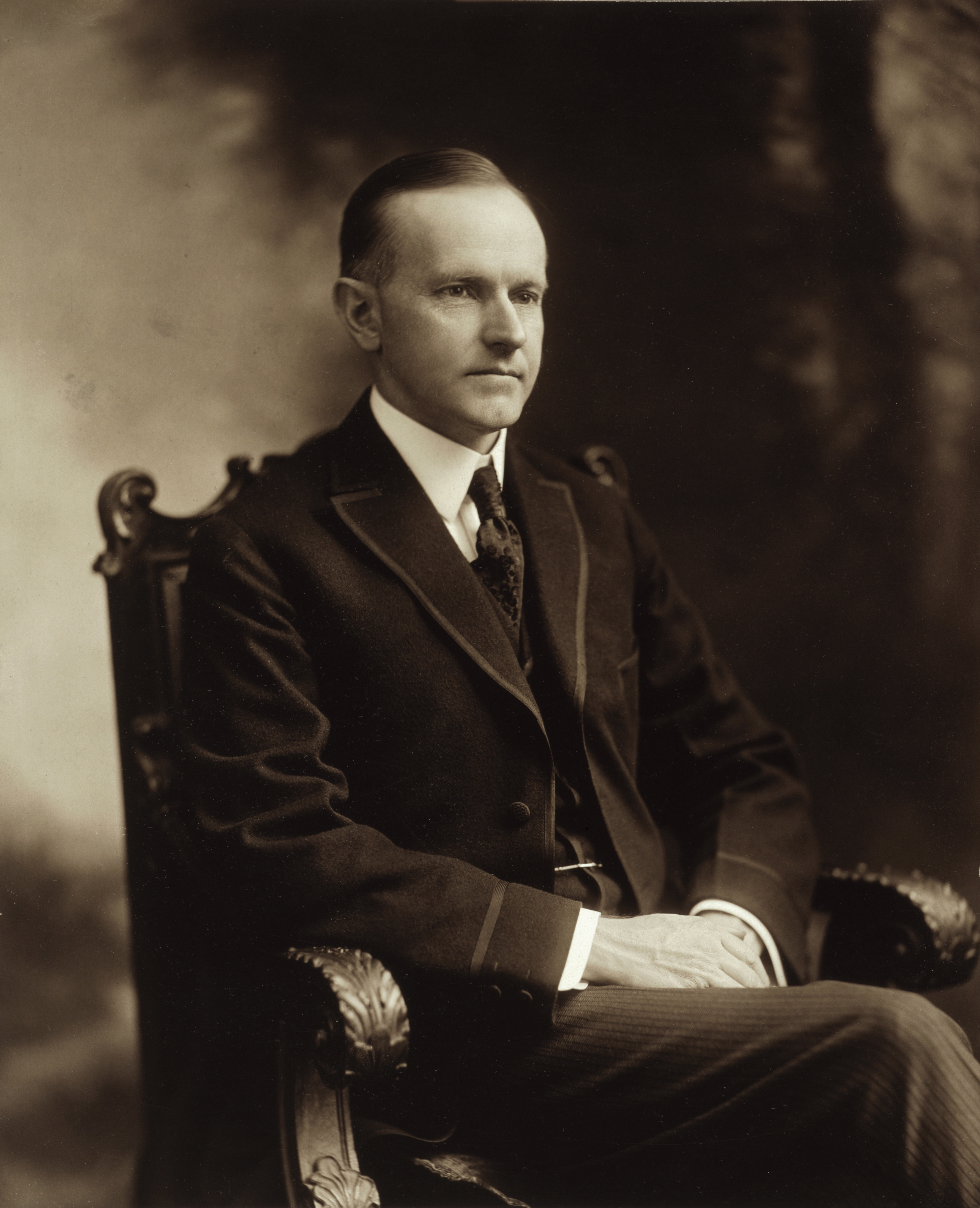
Thống đốc Massachusetts Collidge năm 1919

Coolidge đã tham gia bầu cử sơ bộ cho chức vụ phó thống đốc và được đề cử tranh cử cùng với ứng cử viên thống đốc Samuel W. McCall. Coolidge là người có số phiếu bầu cao nhất trong cuộc bầu cử sơ bộ của Đảng Cộng hòa và cân bằng tấm vé của Đảng Cộng hòa bằng cách bổ sung sự hiện diện của phương Tây vào cơ sở ủng hộ phía Đông của McCall. McCall và Coolidge đã giành chiến thắng trong cuộc bầu cử năm 1915 với nhiệm kỳ một năm tương ứng của họ, Coolidge đã đánh bại đối thủ của mình với hơn 50.000 phiếu bầu.
Ở Massachusetts, phó thống đốc không chủ trì Thượng viện bang như trường hợp ở nhiều bang khác; tuy nhiên, với tư cách là phó thống đốc, Coolidge là phó thống đốc có chức năng thanh tra hành chính và là thành viên hội đồng thống đốc. Ông cũng là chủ tịch ủy ban tài chính và ủy ban ân xá. Là một quan chức dân cử toàn thời gian, Coolidge ngừng hành nghề luật sư vào năm 1916, mặc dù gia đình ông vẫn tiếp tục sống ở Northampton . McCall và Coolidge đều được bầu lại vào năm 1916 và một lần nữa vào năm 1917. Khi McCall quyết định rằng ông sẽ không ứng cử nhiệm kỳ thứ tư, Coolidge đã tuyên bố ý định tranh cử thống đốc .

## Phó tổng thống (1921–1923)

### Cuộc bầu cử năm 1920
Tại Đại hội toàn quốc Đảng Cộng hòa năm 1920, hầu hết các đại biểu được lựa chọn bởi các cuộc họp kín của đảng cấp bang, không phải bầu cử sơ bộ. Do đó, lĩnh vực này đã bị chia rẽ giữa nhiều ứng cử viên được yêu thích ở địa phương. Coolidge là một trong những ứng cử viên như vậy, và mặc dù ông đứng ở vị trí thứ sáu trong cuộc bỏ phiếu, nhưng các ông chủ đảng đầy quyền lực đang tranh cử đại hội, chủ yếu là các Thượng nghị sĩ Hoa Kỳ của đảng, chưa bao giờ coi trọng ông ấy. Sau mười lần bỏ phiếu, các ông chủ và sau đó là các đại biểu đã quyết định chọn Thượng nghị sĩ Warren G. Harding của Ohio làm ứng cử viên cho chức tổng thống. Khi đến lúc chọn một ứng cử viên phó tổng thống, các ông chủ cũng đưa ra và công bố quyết định về người mà họ muốn  – Thượng nghị sĩ. Irvine Lenroot ở Wisconsin – và sau đó rời đi sớm sau khi tên của anh ấy được nêu ra, dựa vào cấp bậc và hồ sơ để xác nhận quyết định của họ. Một đại biểu từ Oregon, Wallace McCamant, sau khi đọc "Có niềm tin ở Massachusetts", đã đề xuất Coolidge làm phó tổng thống thay thế. Đề xuất này nhanh chóng được đưa ra khi quần chúng khao khát một hành động độc lập khỏi những ông chủ vắng mặt, và Coolidge bất ngờ được đề cử.

### "Cal im lặng"

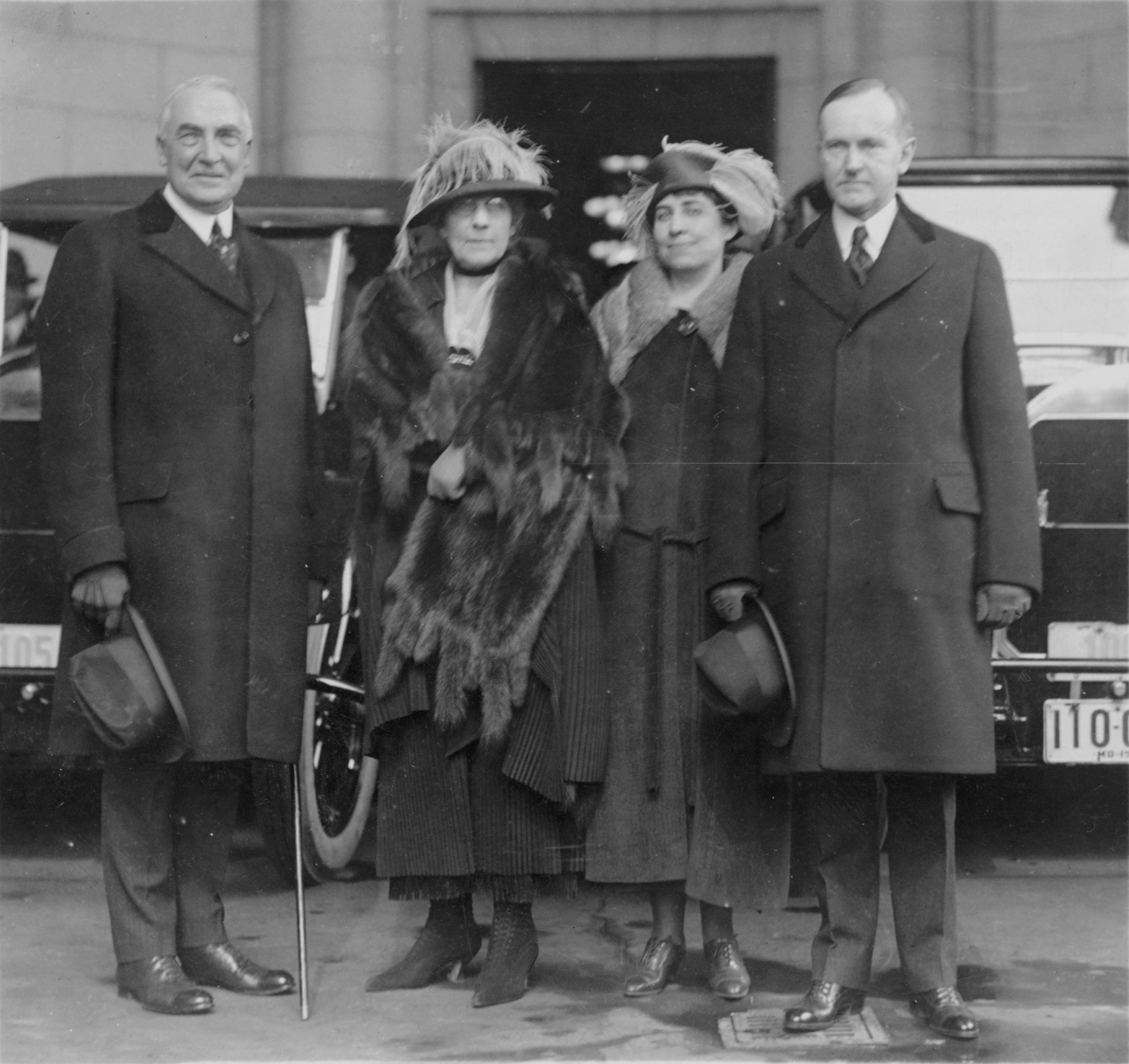
Tổng thống Harding và Phó Tổng thống Coolidge cùng phu nhân

Chức vụ phó tổng thống Hoa Kỳ không đảm nhiệm nhiều nhiệm vụ chính thức, nhưng Coolidge được Tổng thống Harding mời tham dự các cuộc họp nội các, khiến ông trở thành phó tổng thống đầu tiên làm việc này. Ông đã có một số bài phát biểu không mấy nổi bật trên khắp đất nước.

## Tổng thống (1923-1929)

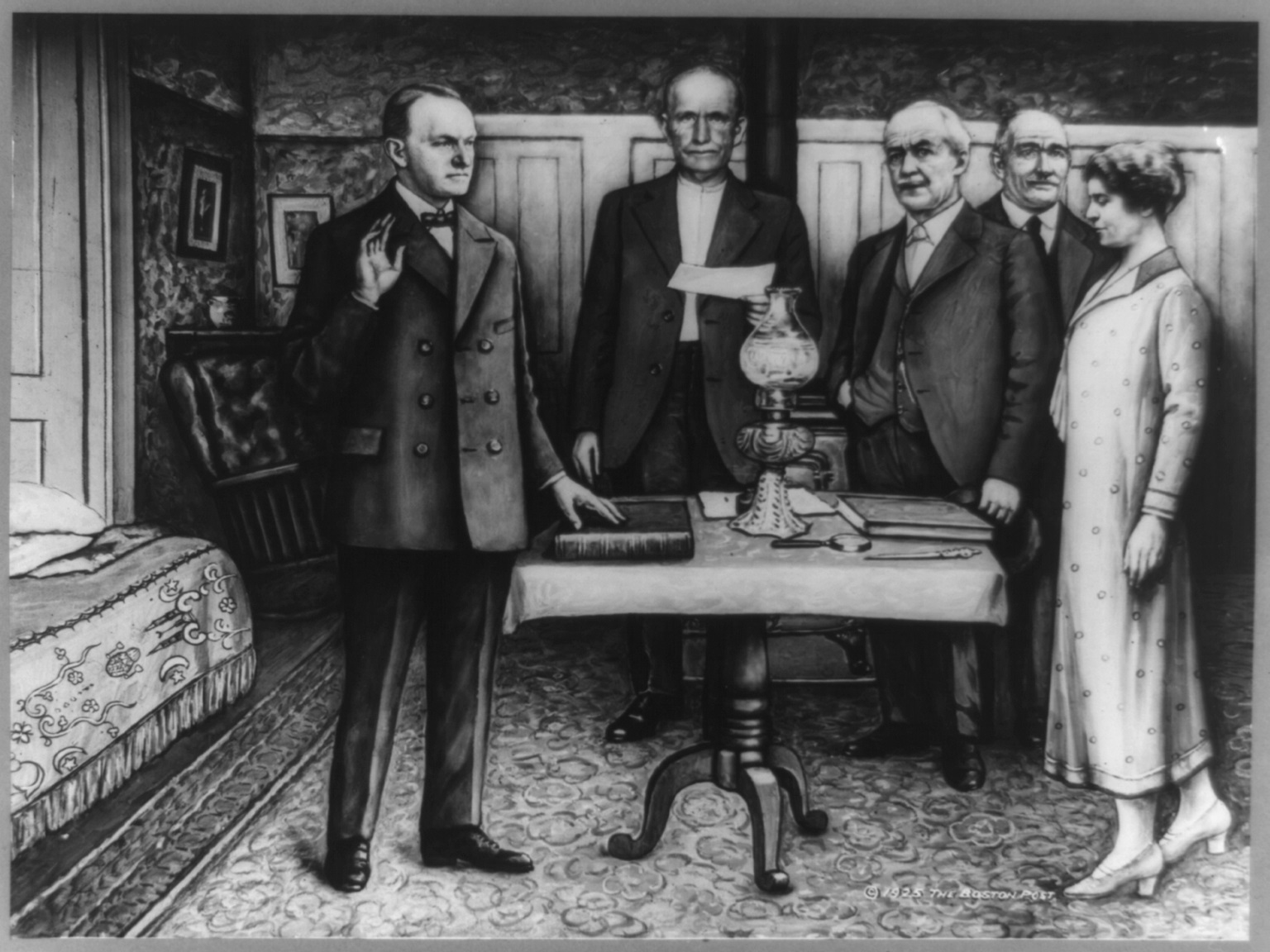
Tranh vẽ Phó Tổng thống Calvin Coolidge tuyên thệ nhậm chức Tổng thống năm 1923

Vào ngày 2 tháng 8 năm 1923, Tổng thống Harding đột ngột qua đời vì một cơn đau tim ở San Francisco trong chuyến công du diễn thuyết ở miền Tây nước Mỹ. Phó Tổng thống Coolidge đang ở Vermont thăm gia đình của ông, nơi không có điện cũng như điện thoại, thì ông nhận được tin từ người đưa tin về cái chết của Harding. Coolidge thay bộ comle, đọc lời cầu nguyện, và đi xuống tầng dưới để chào đón các phóng viên đã tập hợp. Cha của ông đã chủ trì lễ tuyên thệ nhậm chức Tổng thống trong phòng khách của gia đình dưới ánh sáng của đèn dầu hỏa lúc 2:47 sáng vào ngày 3 tháng 8 năm 1923, sau đó Tân Tổng thống Hoa Kỳ trở lại giường ngủ.
Coolidge quay trở lại Washington vào ngày hôm sau và được tuyên thệ một lần nữa bởi Thẩm phán Adolph A. Hoehling Jr. của Tòa án Tối cao của Quận Columbia, để ngăn chặn bất kỳ câu hỏi nào về thẩm quyền của một quan chức tiểu bang trong việc thực hiện lời tuyên thệ liên bang. Việc tuyên thệ lần thứ hai này vẫn được giữ bí mật cho đến khi nó được Harry M. Daugherty tiết lộ vào năm 1932 và được Hoehling xác nhận. Khi Hoehling xác nhận câu chuyện của Daugherty, ông chỉ ra rằng Daugherty, khi đó đang giữ chức vụ Bộ trưởng Tư pháp Hoa Kỳ, đã yêu cầu anh ta thực hiện lễ tuyên thệ mà không phô trương tại Khách sạn Willard. Theo Hoehling, ông không đặt câu hỏi về lý do Daugherty yêu cầu tuyên thệ lần thứ hai nhưng cho rằng đó là để giải quyết mọi nghi ngờ về việc liệu lời tuyên thệ đầu tiên có hợp lệ hay không.

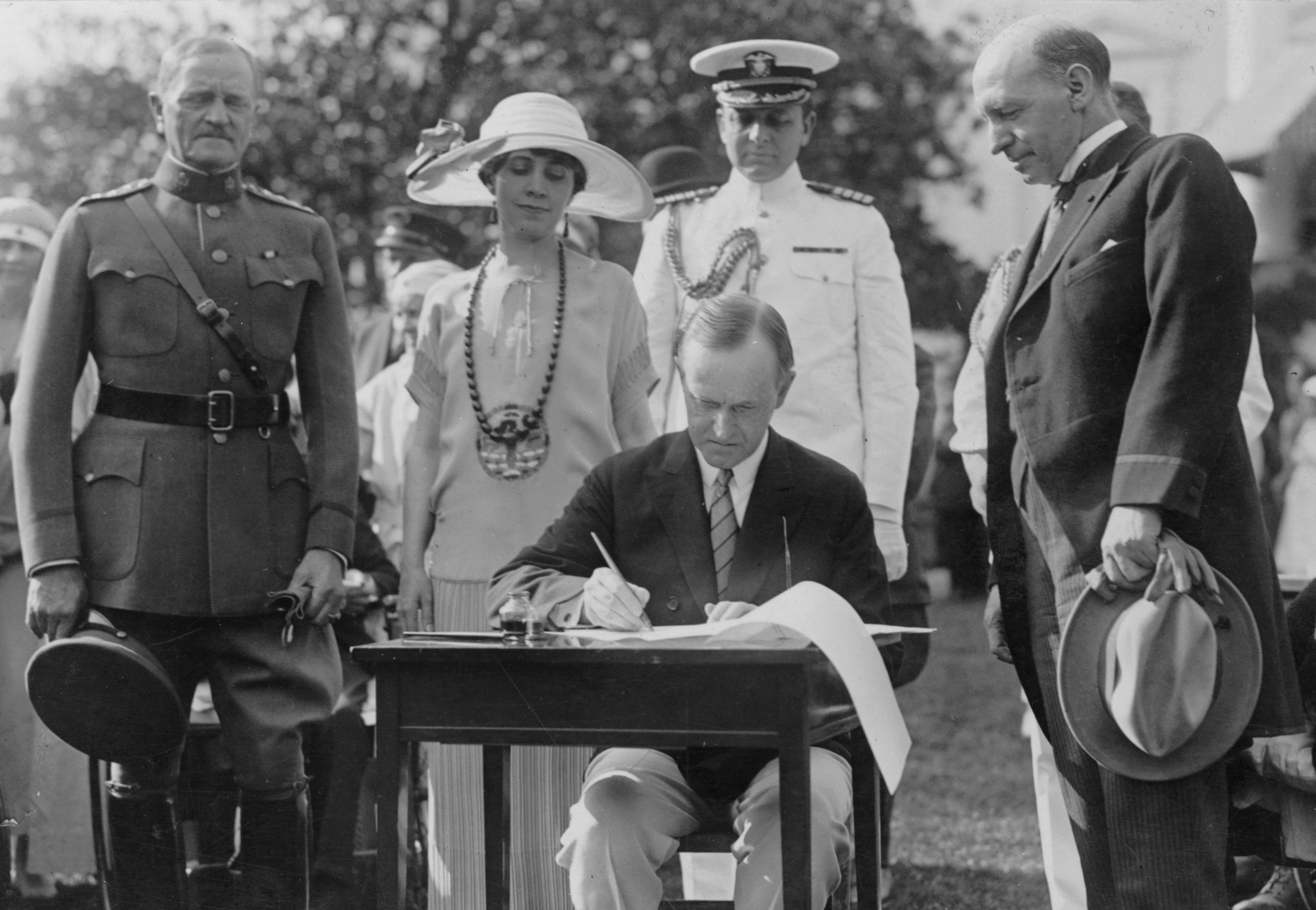
Tổng thống Coolidge ký dự luật phân bổ ngân sách cho Cục Cựu chiến binh, tháng 6 năm 1924

Ban đầu cả nước không biết phải làm gì với Coolidge, người luôn giữ thái độ khiêm tốn trong chính quyền Harding; nhiều người thậm chí còn mong đợi ông sẽ bị thay thế trong cuộc bỏ phiếu vào năm 1924. Coolidge tin rằng những người của Harding bị nghi ngờ có quyền được suy đoán vô tội, áp dụng cách tiếp cận có phương pháp đối với các vụ bê bối, chủ yếu là vụ bê bối Teapot Dome, trong khi những người khác kêu gọi trừng phạt nhanh chóng những người mà họ cho là có tội. Coolidge nghĩ rằng cuộc điều tra của Thượng viện về các vụ bê bối là đủ; điều này đã được khẳng định bởi sự từ chức của những người liên quan. Cá nhân ông đã can thiệp vào việc yêu cầu Bộ trưởng Tư pháp Harry M. Daugherty từ chức sau khi ông từ chối hợp tác với cuộc điều tra của quốc hội. Sau đó, ông chuẩn bị xác nhận rằng không còn kẽ hở nào trong chính quyền, sắp xếp một cuộc họp báo đầy đủ về hành vi sai trái. Harry A. Slattery cùng anh ấy xem xét sự thật, Harlan F. Stone phân tích các khía cạnh pháp lý cho anh ấy và Thượng nghị sĩ William E. Borah đánh giá và trình bày các yếu tố chính trị.
Coolidge phát biểu trước Quốc hội khi quốc hội triệu tập lại vào ngày 6 tháng 12 năm 1923, có bài phát biểu ủng hộ nhiều chính sách của Harding, bao gồm quy trình lập ngân sách chính thức của Harding, việc thực thi hạn chế nhập cư và phân xử các cuộc đình công than đang diễn ra ở Pennsylvania. Bài phát biểu trước Quốc hội là bài phát biểu đầu tiên của tổng thống được phát qua đài phát thanh. Hiệp ước Hải quân Washington được công bố chỉ một tháng sau nhiệm kỳ của Coolidge và nhìn chung đã được đón nhận nồng nhiệt trong nước. Vào tháng 5 năm 1924, Đạo luật bồi thường điều chỉnh trong Thế chiến thứ nhất hay "Dự luật tiền thưởng" của cựu chiến binh Thế chiến thứ nhất đã được thông qua vì quyền phủ quyết của ông. Coolidge đã ký [[Đạo luật nhập cư] of 1924|Đạo luật Nhập cư]] vào cuối năm đó, nhằm mục đích hạn chế nhập cư vào Nam và Đông Âu, nhưng đã đính kèm một ký tuyên bố bày tỏ sự không hài lòng của ông với việc loại trừ cụ thể người nhập cư người Nhật của dự luật. Ngay trước khi Đại hội của Đảng Cộng hòa bắt đầu, Coolidge đã ký thành luật Đạo luật Doanh thu năm 1924, giảm mức thuế suất cận biên cao nhất từ 58% xuống 46%, cũng như các mức thuế thu nhập cá nhân trên diện rộng, đã tăng thuế bất động sản và củng cố nó bằng thuế quà tặng mới.
Vào ngày 2 tháng 6 năm 1924, Coolidge ký đạo luật cấp quyền công dân cho tất cả người Mỹ bản địa sinh ra ở Hoa Kỳ. Vào thời điểm đó, 2/3 trong số họ đã là công dân nhờ kết hôn, nghĩa vụ quân sự (cựu chiến binh trong Thế chiến thứ nhất được cấp quyền công dân vào năm 1919), hoặc được giao đất trước đó.